# Félice Jankell
Anna Félice Hildegard Jankell (* 24. Februar 1992) ist eine schwedische Schauspielerin.

## Leben und Karriere
Félice Jankell wurde 1992 als Tochter des schwedischen Schauspielers, Musikers und Regisseurs Thorsten Flinck und der Moderatorin und Journalistin Annika Jankell geboren. Ihre jüngere Schwester Happy Jankell ist ebenfalls Schauspielerin. 
Ihr Filmdebüt gab Félice Jankell 2005 im Alter von dreizehn Jahren in dem Film Percy, Buffalo Bill och jag. Im deutschsprachigen Raum wurde die Nachwuchsschauspielerin aus mehreren Folgen der Fernsehserie 100 Code bekannt. In einer Folge der ZDF-Krimireihe Der Kommissar und das Meer war sie 2016 in einer Nebenrolle besetzt. 
Für ihre Rolle in Unga Sophie Bell war Félice Jankell 2016 in der Kategorie Beste Hauptdarstellerin für den schwedischen Filmpreis Guldbagge nominiert.

## Filmografie
- 2005: Percy, Buffalo Bill och jag
- 2006: Världarnas bok (Fernsehserie, 6 Folgen)
- 2014: Från djupet av mitt hjärta
- 2014: Die junge Sophie Bell (Unga Sophie Bell)
- 2015: 100 Code (Fernsehserie, 12 Folgen)
- 2015: En delad värld
- 2015: Alena
- 2016: Der Kommissar und das Meer (Kommissaren och havet, Fernsehserie, Folge 1x20 In einer sternlosen Nacht)
- 2016: Höstmåne
- 2017: Mord im Mittsommer (Morden i Sandhamn, Fernsehserie, Folge 6x02 Im Namen der Wahrheit)
- 2018: Black Circle (Svart Cirkel)
- 2018: Sobibor
- 2019: Svart cirkel
- 2020: De utvalda (Fernsehserie, 2 Folgen)
- 2020: Hidden Agenda (Top Dog, Fernsehserie, 2 Folgen)
- 2021: Glöm natten som kommer
- 2021: Schnelles Geld (Snabba Cash, Fernsehserie)
- 2022: The Playlist (Fernsehserie, 6 Episoden)
- 2022: Hamilton – Undercover in Stockholm (Fernsehserie, 2. Staffel)